# Lobelia pentheri
Lobelia pentheri är en klockväxtart som beskrevs av Franz Elfried Wimmer. Lobelia pentheri ingår i släktet lobelior, och familjen klockväxter. Inga underarter finns listade i Catalogue of Life.